# Панайотис Героянис
Панайотис Героянис (на гръцки: Παναγιώτης Γερογιάννης) е гръцки андартски капитан, деец на гръцката въоръжена пропаганда в Македония.

## Биография
Героянис е роден в Галатас на остров Крит. Включва се в гръцката въоръжена пропаганда и действа в Западна Македония като оглавява чета от 37 души.
На 8 февруари 1908 година четите на Стефос Григориу, Стоян Цицов, Трайко Браянов, Андонис Зоис и Петър Сугарев са обградени от силни османски военни части. На помощ им идват четите на Павлос Нерандзис (Пердикас), Емануил Кацигарис, Евангелос Николудис и Панайотис Героянис, както и гъркоманска милиция от село Градешница. В сражението загиват 6 четници и много турци.